# Batalla de Adwalton Moor

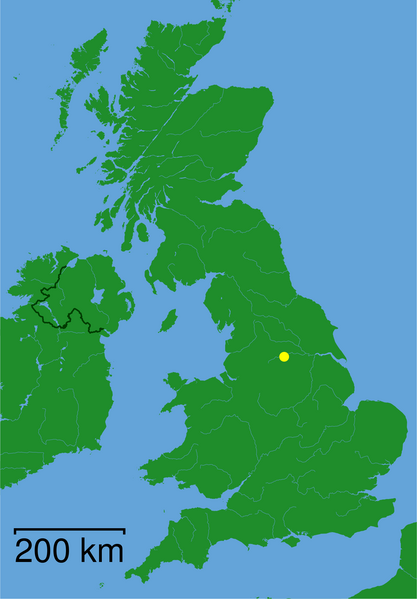
West Yorkshire.

La batalla de Adwalton Moor es una batalla de la primera guerra civil inglesa. Tuvo lugar cerca de Bradford, en el condado de West Yorkshire, el 30 de junio de 1643. 
William Cavendish, conde de Newcastle, comandante realista, que posteriormente fue nombrado duque, marchaba sobre Bradford (feudo del parlamento en el norte de Inglaterra) con 10 000 hombres. Ferdinand Fairfax, el comandante parlamentario, contaba con 3000 o 4000 hombres apostados en Bradford. Sin embargo, pese a ser inferior en número, Fairfax decidió salir al encuentro del ejército realista, ya que la ciudad no estaba preparada para resistir un asedio. Las tropas realistas se impusieron sobre las parlamentarias.

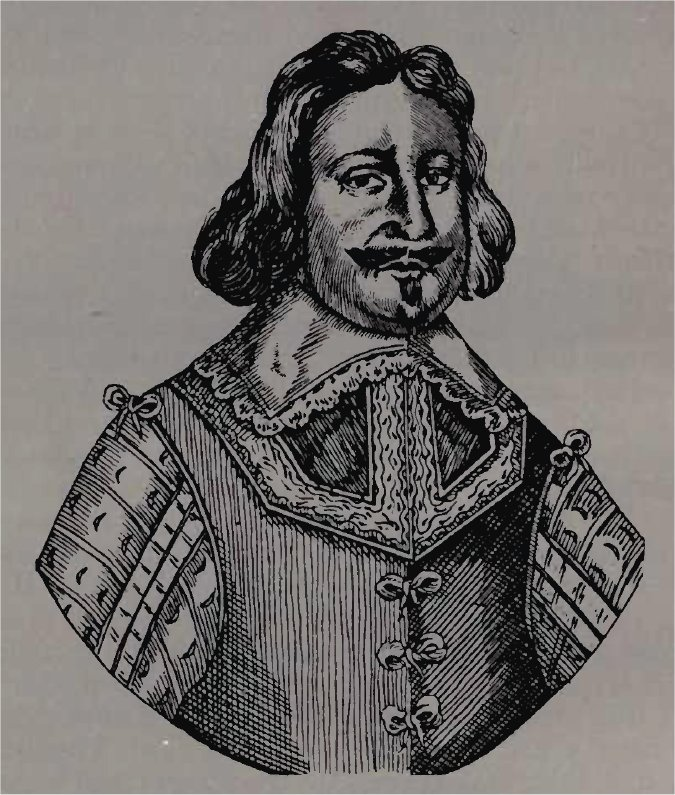
Ferdinando Fairfax, 2º Lord Fairfax de Cameron.